# LUGM-145
Die LUGM-145-Seemine ist ein irakisches Seekampfmittel.

## Geschichte
Die LUGM-145 ist eine irakische Kopie der sowjetischen Mine M-08. Minen dieses Typs wurden intensiv während das Golfkrieges verlegt und beschädigten unter anderem das US-amerikanische Kriegsschiff USS Tripoli. Nach dem Krieg wurden die Minen während der Operation Südflanke unschädlich gemacht.
Die Fregatte Samuel B. Roberts wurde 1988 von einer durch den Iran ausgebrachten Kontaktmine Typ LUGM-145 im Wert von etwa 1.500 US-Dollar außer Gefecht gesetzt. Die Reparatur des beträchtlichen Schadens kostete 135 Millionen US-Dollar.

## Technik
Die LUGM-145 ist eine geschweißte Stahlkonstruktion, die aus zwei separat gefertigten ovalen Hälften besteht, die in der Mitte durch eine Längsnaht zusammengeschweißt sind. Auf der Oberseite befinden sich drei Kontaktzünder (Bleikappen) im Abstand von jeweils 780 mm. Im Zentrum an höchster Stelle befindet sich ein Schraubdeckel, unter dem sich eine Gummimembran mit Druckteller und Schärferfeder befindet. Die Zündleitungsdrähte von den Zündelementen und die Zünderdrähte vom Minenzünder führen im Innern der Mine zur Schärferplatte. Zwischen den Kontakzündern befinden sich zwei Heißaugen am Minengefäß. Die Mine wird scharf, wenn das die Schärferplatte sichernde Schmelzstück durch das Seewasser aufgelöst ist. Anschließend drückt der Wasserdruck die Membran gegen einen Federdruck nach innen und der Stromkreis von den Zündelementen zum Minenzünder wird geschlossen. Die Zündung der Mine erfolgt, wenn die Kontaktzünder verbogen werden. Die Mine ist mit etwa 145 kg Sprengstoff gefüllt. An tiefster Stelle der unteren Gefäßhälfte befindet sich ein Auge für den Federpuffer mit dem Ankertau.

## Nutzerländer
Irak